# Coolio
Coolio, pseudonimo di Artis Leon Ivey Jr. (Monessen, 1º agosto 1963 – Los Angeles, 28 settembre 2022), è stato un rapper e attore statunitense, famoso per essere l'autore di Gangsta's Paradise. Per questo brano l'artista ha vinto un Grammy Award e tre MTV Video Music Awards.

## Biografia

### Inizi
Figlio di una coppia che divorziò quando lui aveva 11 anni, entrò nella gang losangelina dei Baby Crips, finendo per passare alcuni mesi in prigione per furto all'età di 17 anni. Dopo il liceo frequentò il Compton Community College e nel frattempo si esibì come performer nell'ambiente dell'underground e delle sfide di freestyle. Lo chiamavano, a quel tempo, "Coolio Iglesias"; fu spesso ospite della stazione radio KDAY. Il primo singolo di successo fu Whatcha Gonna Do, con il quale ebbe il primo contratto discografico: con la Ruthless Records di Eazy-E.
Il suo secondo singolo fu You're Gonna Miss Me WC, e i Maad Circle collaborarono con lui arrivando a creare i 40 Thevz, dopodiché arrivò il secondo contratto, con la Tommy Boy Records. Aiutato da DJ Wino, riuscì a pubblicare il suo primo disco: nel 1994 uscì It Takes a Thief, che diventa disco di platino ed entra nella top 10.
Grazie ad una collaborazione con il cantante gospel L.V. per un brano ispirato a Pastime Paradise di Stevie Wonder, nacque il brano Gangsta's Paradise, polemica sociale contro il ghetto e contro la vita di strada, che rientrò nella colonna sonora del film Pensieri pericolosi con Michelle Pfeiffer. Il brano vinse nel 1996 il Grammy Award come Best Rap Solo Performance e viene considerato uno dei brani migliori del 1995. Il singolo fece parte Gangsta Paradise, LP pubblicato alla fine dell'anno, diventando doppio disco di platino negli Stati Uniti. L'album vendette più di 2 milioni di copie.
Iniziò quindi la sua carriera di attore, debuttando nel 1996 nella commedia Phat Beach. Il singolo dell'LP C U When U Get There giunse a fatica nella top 40. Coolio pubblicò il suo terzo album, My Soul. Nel 1999 recitò nel film Tyrone ed interpretò altre parti minori in altre pellicole. Nel 2002 pubblicò EL Cool Magnifico, uscito sotto etichetta Dragon Riders.

### Anni 2003-2007
Nel 2003 recitò nel film Daredevil, ma la sua parte, un'intera sottotrama, venne sacrificata durante il montaggio finale per permettere, secondo le dichiarazioni del regista, di far sì che il film non fosse vietato ai minori di 18 anni. La sua interpretazione verrà recuperata nella versione director's cut della pellicola successivamente pubblicata in DVD. Nel 2005 Coolio cambiò casa discografica rivolgendosi a due produttori italiani, Vanni Giorgilli e Joshua Fenu, proprietari dell'etichetta Subside Records.
Nel 2006-2007 con quest'etichetta pubblicò The return of the gangstar il nuovo album che lo riportò al successo internazionale, anche grazie alle prestigiose collaborazioni all'interno del disco, come il duetto Gangsta walk cantato insieme al celebre rapper statunitense Snoop Dogg. In virtù di questo nuovo progetto diventò icona di moda e guest star di show di celebri marchi come Versace, Valentino, Costume National, John Richmond, Pianegonda, Dolce & Gabbana. Nel settembre 2006 condusse a Londra in diretta su BBC i noti premi della musica internazionali MOBO Awards con ospiti come Beyoncè, 50 Cent, Rihanna. Nello stesso anno Oxygen TV America lo scelse per un nuovo reality show, assieme alla sua famiglia.
Nel gennaio 2007 lanciò la sua linea di abbigliamento street wear a marchio Gang*Star, rigorosamente made in Italy e venduta su scala mondiale. Nello stesso mese uscì il secondo singolo e video dell'album con la regia di Luca Tommassini e con protagonista femminile Aída Yéspica. Nel settembre 2007 la mostra del cinema di Venezia lo scelse come ospite musicale internazionale del festival: egli partecipò a numerose premiazioni come la consegna del Leone d'Oro alla carriera al regista Tim Burton assieme all'attore Johnny Depp. Nello stesso mese girò a Miami il video del suo nuovo singolo Boyfriend , cantato col figlio e prodotto da Joshua Fenu e Vanni Giorgilli; protagonista femminile questa volta era Belén Rodríguez.

### Dal 2008
Nel febbraio 2008 l'art director Marco Balich, lo stesso che firmò le olimpiadi invernali di Torino 2006, lo scelse come testimonial mondiale del carnevale di Venezia; Coolio fu il primo cantante internazionale a calarsi dal campanile di piazza San Marco nel tradizionale "Volo dell'angelo". Nel settembre 2008, sempre prodotto da Giorgilli e Joshua Fenu, presentò il suo nuovo singolo Change che vantava le musiche del noto premio Oscar Ennio Morricone. Il videoclip, interamente girato a Venezia, in collaborazione con il Casinò municipale, vedeva come protagoniste femminili Claudia Galanti, Maristelle Garcia e Mirela Kovacevic, insieme a Luca Dorigo e Davide Ricci, per la regia di Cosimo Alemà. Dal 2 al 23 gennaio 2009 fu uno dei concorrenti dell'edizione VIP del Grande Fratello inglese. Arrivò in finale, classificandosi quindi al terzo posto con il 25,3% dei voti.
Nel 2011 uscì l'album THE GREATEST HITS prodotto da Joshua Fenu e Vanni Giorgilli, contenente tutti i suoi più grandi successi, anche in chiave remix dai più grandi Dj's internazionali; tra questi il singolo remixato della HIT Gangsta's Paradise (18 milioni di dischi venduti), il cui video vedeva come protagonisti la showgirl brasiliana Juliana Moreira, il modello Bruno Cabrerizo e il dj Kylian Mash. Nel 2015 partecipò come cameo di se stesso in Black Jesus, una serie tv ambientata a Compton, sua città natale.

### Morte
Deceduto il 28 settembre 2022, il musicista aveva 59 anni quando era in visita a un amico a Los Angeles, che ne ha rinvenuto il corpo ormai privo di vita, riverso sul pavimento del bagno di casa. Le autorità hanno dichiarato in un primo momento che il decesso era dovuto ad un presunto arresto cardiaco, ma la causa ufficiale è stata successivamente resa incontroversa nell'aprile 2023 definendola come «overdose accidentale» di fentanyl, eroina e metanfetamina.

## Premi
- 1994: MTV Video Music Award - Nominato per Best Rap Video: Fantastic Voyage
- 1995: Grammy Award - Nominato per Best Rap Solo Performance: Fantastic Voyage
- 1995: Billboard Music Award - Vincitore per Top Hot 100 Single Sales Single of the Year: Gangsta's Paradise
- 1995: Billboard Music Award - Vincitore per Top Hot 100 Single of the Year: Gangsta's Paradise
- 1996: American Music Award - Vincitore per Favorite Rap/Hip Hop Artist
- 1996: Grammy Award - Vincitore per Best Rap Solo Performance: Gangsta's Paradise
- 1996: Grammy Award - Nominato per Record of the Year: Gangsta's Paradise
- 1996: MTV Video Music Award - Vincitore del Best Rap Video: Gangsta's Paradise
- 1996: MTV Video Music Award - Vincitore del Best Video from a Film: Gangsta's Paradise
- 1996: MTV Video Music Award - Vincitore del Best Dance Video: 1, 2, 3, 4 (Sumpin' New)
- 1996: MTV Video Music Award - Nominato per Best Male Video: 1, 2, 3, 4 (Sumpin' New)
- 1998: Grammy Award - Nominato per Best Rap Performance: C U When U Get There

## Filmografia

### Cinema
- Strani miracoli (Dear God), regia di Garry Marshall (1996)
- Batman & Robin, regia di Joel Schumacher (1997)
- Hollywood brucia (An Alan Smithee Film: Burn Hollywood Burn), regia di Arthur Hiller (1997)
- The Convent, regia di Mike Mendez (2000)
- Leprechaun 5 (Leprechaun in the Hood), regia di Rob Spera (2000)
- Trappola negli abissi (Submerged), regia di Fred Olen Ray (2000)
- Shriek - Hai impegni per venerdì 17? (Shriek If You Know What I Did Last Friday the 13th), regia di John Blanchard (2000)
- China Strike Force, regia di Stanley Tong (2000)
- Get Over It, regia di Tommy O'Haver (2001)
- Daredevil, regia di Mark Steven Johnson (2003)
- Ta divna Splitska noc, regia di Arsen Anton Ostojić (2004)

### Televisione
- All That – sketch comedy (1995-1996)
- Sabrina, vita da strega (Sabrina the Teenage Witch) – serie TV, episodio 1x11 (1996)
- V.I.P. – serie TV, episodio 1x09 (1998)
- La tata (The Nanny) – serie TV, episodi 5x17 e 6x08 (1998-1999)
- Ultime dal cielo (Early Edition) – serie TV, episodio 3x16 (1999)
- Arli$$ – serie TV, episodio 5x05 (2000)
- Der Clown – serie TV, episodio 6x05 (2001)
- Streghe (Charmed) – serie TV, episodio 4x15 (2002)
- Robbery Homicide Division – serie TV, episodio 1x05 (2002)
- Red Water - Terrore sott'acqua (Red Water), regia di Charles Carner – film TV (2003)
- Van Helsing - Dracula's Revenge (Dracula 3000), regia di Darrell Roodt – film TV (2004)
- Joey – serie TV, episodio 2x07 (2005)
- Black Jesus – series TV, episodio 1x09 (2014)
- Teachers – serie TV, episodio 2x01 (2017)

### Doppiatore
- Duckman – serie animata (1997)
- Futurama – serie animata (2001-2010; 2023)
- Static Shock – serie animata (2002)
- Futurama - Il colpo grosso di Bender (Futurama: Bender's Big Score), regia di Dwayne Carey-Hill (2007)
- Gravity Falls – series animata (2012)

## Discografia

### Album in studio
- 1994 - It Takes a Thief
- 1995 - Gangsta's Paradise
- 1997 - My Soul
- 2002 - El Cool Magnifico
- 2006 - The Return of the Gangsta
- 2008 - Steal Hear
- 2009 - From the Bottom 2 the Top

### Raccolte
- 2001 - Fantastic Voyage: The Greatest Hits
- 2004 - Coolio and Friends
- 2011 - Gangsta's Paradise: The Greatest Hits

## Doppiatori italiani
Nelle versioni in italiano delle opere in cui ha recitato, Coolio è stato doppiato da:
- Fabio Mazzari in Strani miracoli
- Francesco Pezzulli in Batman & Robin
- Luca Ward in Hollywood brucia
- Francesco Pannofino in Shriek - Hai impegni per venerdì 17?
- Riccardo Niseem Onorato in Daredevil
- Simone Mori in Red Water - Terrore sott'acqua
- Fabrizio Odetto ne Van Helsing - Dracula's Revenge